# Agustí Martra i Baixeras
Agustí Martra i Baixeras (1841 - Olot, 1923) va ser un organista i capellà.
El 18 de desembre de l'any 1905 li va ser acceptada la sol·licitud per ser admès com a coadjutor d'organista. Abans havia estat organista de Sant Feliu de Guíxols i Sant Feliu de Girona, entre els anys 1876-1884. Agustí Martra va ser beneficiat a Sant Esteve d'Olot, a on va traspassar el 14 de gener de 1923. També va ser capellà del Dolors des del 1884. També va ser capellà del Dolors des del 1884.
De la seva obra només es conserva la següent orquestració d'un himne de Joan Carreras i Dagàs que es troba al Fons de l'Església Parroquial de Sant Esteve d'Olot (SEO)].
- Himne per a 1 v i Orq en Fa M.